# Neozephyrus helenae
Neozephyrus helenae är en fjärilsart som beskrevs av Francis Gard Howarth 1957. Neozephyrus helenae ingår i släktet Neozephyrus och familjen juvelvingar. Inga underarter finns listade i Catalogue of Life.